# 량쯔후구
량쯔후구(한국어: 양자호구, 중국어: 梁子湖区, 병음: Liángzǐhú Qū)는 중화인민공화국 후베이성 어저우 시의 현급 행정구역이다. 넓이는 525km2이고, 인구는 2007년 기준으로 180,000명이다.

## 행정 구역
4개 진을 관할한다.
- 진: 太和镇, 东沟镇, 沼山镇, 涂家垴镇.